# TARGET HAL マイクロアドベンチャー
『TARGET HAL マイクロアドベンチャー』（ターゲットハル　マイクロアドベンチャー,TARGET HAL MICRO ADVENTURE）はマクロスシリーズで知られる河森正治による2008年の映像作品。ロボットスーツHALの可能性を描いたCG×実写のエンターテイメント作品である。つくば市にあるロボットミュージアム、サイバーダインスタジオで上映されるオムニビジョン映像の第一弾作品にあたる。

## スタッフ
- 総監督・脚本：河森正治
- 監督：松宏彰
- 制作：サイバーダイン、サテライト、TYOプロダクションズ

## 出演
- 滝口幸広
- 青谷優衣
- 田村健太郎
- 山海嘉之